# Матовилац
Матовилац (лат. Valerianella locusta) је биљка из рода Valerianella породице одољена (Valerianeaceae). То је ниска једногодишња биљка која се обично узгаја као салата (Valerianella locusta) и распрострањена је на целој северној Земљиној полулопти. 